# Jake Muzzin
Jacob Muzzin (* 21. února 1989, Woodstock, Ontario) je kanadský hokejový obránce hrající v severoamerické National Hockey League (NHL) za tým Toronto Maple Leafs. Předtím hrál za tým Los Angeles Kings, se kterým v sezóně 2013/2014 získal Stanley Cup. V týmu Pittsburgh Penguins, který ho v roce 2012 draftoval ze 141. pozice, neodehrál jediné utkání.

## Hráčská kariéra
Muzzina si na Vstupním draftu NHL 2007 vybral tým Pittsburgh Penguins. Ačkoliv byl tímto týmem draftován, nikdy s ním nepodepsal smlouvu a znovu se tak pokusil o draft v roce 2009, avšak neúspěšně, jelikož si ho žádný z týmů nevybral. Proto sezónu dohrál v týmu Sault Ste. Marie Greyhounds v kanadské juniorské lize Ontario Hockey League (OHL). Ve své poslední sezóně v OHL (2009/10) získal Max Kaminsky Trophy pro nejlepšího obránce ligy.
Jako volný hráč podepsal 4. ledna 2010 tříletou nováčkovskou smlouvu s Los Angeles Kings.
Před sezónou 2010/11 si v přípravném kempu a zápasech zajistil místo v úvodní soupisce pro tento ročník. Dne 3. listopadu 2010 byl nicméně přidělen do farmářského mužstva Kings v American Hockey League (AHL) Manchester Monarchs. Pouze šest dní nato, dne 9. listopadu 2010, byl na krátký čas povolán do prvního týmu, ale 23. listopadu ho tam opět vrátil spoluhráč Alec Martinez. V sezóně 2011/12 byl povolán z farmy v průběhu play-off Stanleyova poháru a napsán na soupisku jako náhradník, když oni vyhráli Stanley Cup nad New Jersey Devils. V této sezóně se za Kings nepředstavil v jediném zápase. Ačkoli neměl nárok, aby bylo jeho jméno vyryto na vítězném poháru, byl přesto zobrazen na slavnostním obrázku vítězného týmu.
Muzzin vstřelil svůj první gól v National Hockey League (NHL) ve svém třetím utkání v sezóně 2012/13 dne 26. ledna 2013, když překonal Jasona LaBarbera z Phoenix Coyotes. V tomto ročníku nastupoval pravidelně za Los Angeles a v základní části nakonec zaznamenal sedm branek a devět asistencí ve 45 zápasech, zatímco přidal tři asistence v 17 utkáních play-off. Byl také jmenován nováčkem měsíce za březen 2013.
Dne 12. července 2013 se Muzzin dohodl s vedením Kings na prodloužení smlouvy o 2 roky.

## Reprezentační kariéra
První start v dresu kanadské reprezentace si připsal na MS v Česku v roce 2015. S mužstvem získal zlaté medaile, když ve finálovém utkání porazili Rusko poměrem 6:1. Celkem si v desíti zápasech připsal 8 asistencí.

## Statistiky

### Klubové statistiky
| Sezona      | Klub                        | Soutěž      | Základní část | Základní část | Základní část | Základní část | Základní část | Play off | Play off | Play off | Play off | Play off |
| Sezona      | Klub                        | Soutěž      | Z             | G             | A             | B             | TM            | Z        | G        | A        | B        | TM       |
| ----------- | --------------------------- | ----------- | ------------- | ------------- | ------------- | ------------- | ------------- | -------- | -------- | -------- | -------- | -------- |
| 2004/05     | Brantford 99'ers            | MHAO        | 57            | 20            | 23            | 43            | 78            | 12       | 1        | 2        | 3        | 34       |
| 2006/07     | Soo Thunderbirds            | NOJHL       | 4             | 0             | 3             | 0             | 2             | —        | —        | —        | —        | —        |
| 2006/07     | Sault Ste. Marie Greyhounds | OHL         | 37            | 1             | 3             | 4             | 10            | 13       | 0        | 4        | 4        | 6        |
| 2007/08     | Sault Ste. Marie Greyhounds | OHL         | 67            | 6             | 12            | 18            | 53            | 10       | 1        | 3        | 4        | 4        |
| 2008/09     | Sault Ste. Marie Greyhounds | OHL         | 62            | 6             | 23            | 29            | 57            | —        | —        | —        | —        | —        |
| 2009/10     | Sault Ste. Marie Greyhounds | OHL         | 64            | 15            | 52            | 67            | 76            | 5        | 0        | 1        | 1        | 2        |
| 2009/10     | Manchester Monarchs         | AHL         | 1             | 0             | 1             | 1             | 0             | 13       | 1        | 3        | 4        | 6        |
| 2010/11     | Manchester Monarchs         | AHL         | 45            | 3             | 15            | 18            | 39            | 7        | 3        | 1        | 4        | 2        |
| 2010/11     | Los Angeles Kings           | NHL         | 11            | 0             | 1             | 1             | 0             | —        | —        | —        | —        | —        |
| 2011/12     | Manchester Monarchs         | AHL         | 71            | 7             | 24            | 31            | 40            | 3        | 0        | 1        | 1        | 2        |
| 2012/13     | Manchester Monarchs         | AHL         | 29            | 2             | 9             | 11            | 24            | —        | —        | —        | —        | —        |
| 2012/13     | Los Angeles Kings           | NHL         | 45            | 7             | 9             | 16            | 35            | 17       | 0        | 3        | 3        | 6        |
| 2013/14     | Los Angeles Kings           | NHL         | 76            | 5             | 19            | 24            | 58            | 26       | 6        | 6        | 12       | 8        |
| 2014/15     | Los Angeles Kings           | NHL         | 76            | 10            | 31            | 41            | 22            | —        | —        | —        | —        | —        |
| 2015/16     | Los Angeles Kings           | NHL         | 82            | 8             | 32            | 40            | 64            | 5        | 1        | 4        | 5        | 2        |
| 2016/17     | Los Angeles Kings           | NHL         | 82            | 9             | 19            | 28            | 46            | —        | —        | —        | —        | —        |
| 2017/18     | Los Angeles Kings           | NHL         | 74            | 8             | 34            | 42            | 40            | 2        | 0        | 0        | 0        | 2        |
| 2018/19     | Los Angeles Kings           | NHL         | 50            | 4             | 17            | 21            | 33            | —        | —        | —        | —        | —        |
| 2018/19     | Toronto Maple Leafs         | NHL         | 30            | 5             | 11            | 16            | 14            | 7        | 0        | 2        | 2        | 2        |
| 2019/20     | Toronto Maple Leafs         | NHL         | 53            | 6             | 17            | 23            | 40            | 2        | 0        | 0        | 0        | 2        |
| 2019/20     | Toronto Marlies             | AHL         | 1             | 0             | 0             | 0             | 0             | —        | —        | —        | —        | —        |
| 2020/21     | Toronto Maple Leafs         | NHL         | 53            | 4             | 23            | 27            | 29            | 6        | 2        | 1        | 3        | 0        |
| 2021/22     | Toronto Maple Leafs         | NHL         | 47            | 3             | 11            | 14            | 16            | 7        | 2        | 1        | 3        | 2        |
| 2022/23     | Toronto Maple Leafs         | NHL         | 4             | 0             | 1             | 1             | 2             | —        | —        | —        | —        | —        |
| 2023/24     | Toronto Maple Leafs         | NHL         | —             | —             | —             | —             | —             | —        | —        | —        | —        | —        |
| NHL celkově | NHL celkově                 | NHL celkově | 683           | 69            | 225           | 294           | 399           | 72       | 11       | 17       | 28       | 24       |

### Reprezentační statistiky
| 2015            | Kanada          | MS              | 10 | 0 | 8 | 8 | 4 | Zlatá medaile |
| Senioři celkově | Senioři celkově | Senioři celkově | 10 | 0 | 8 | 8 | 4 |               |